# Palazzo dell’Arengo (Rimini)

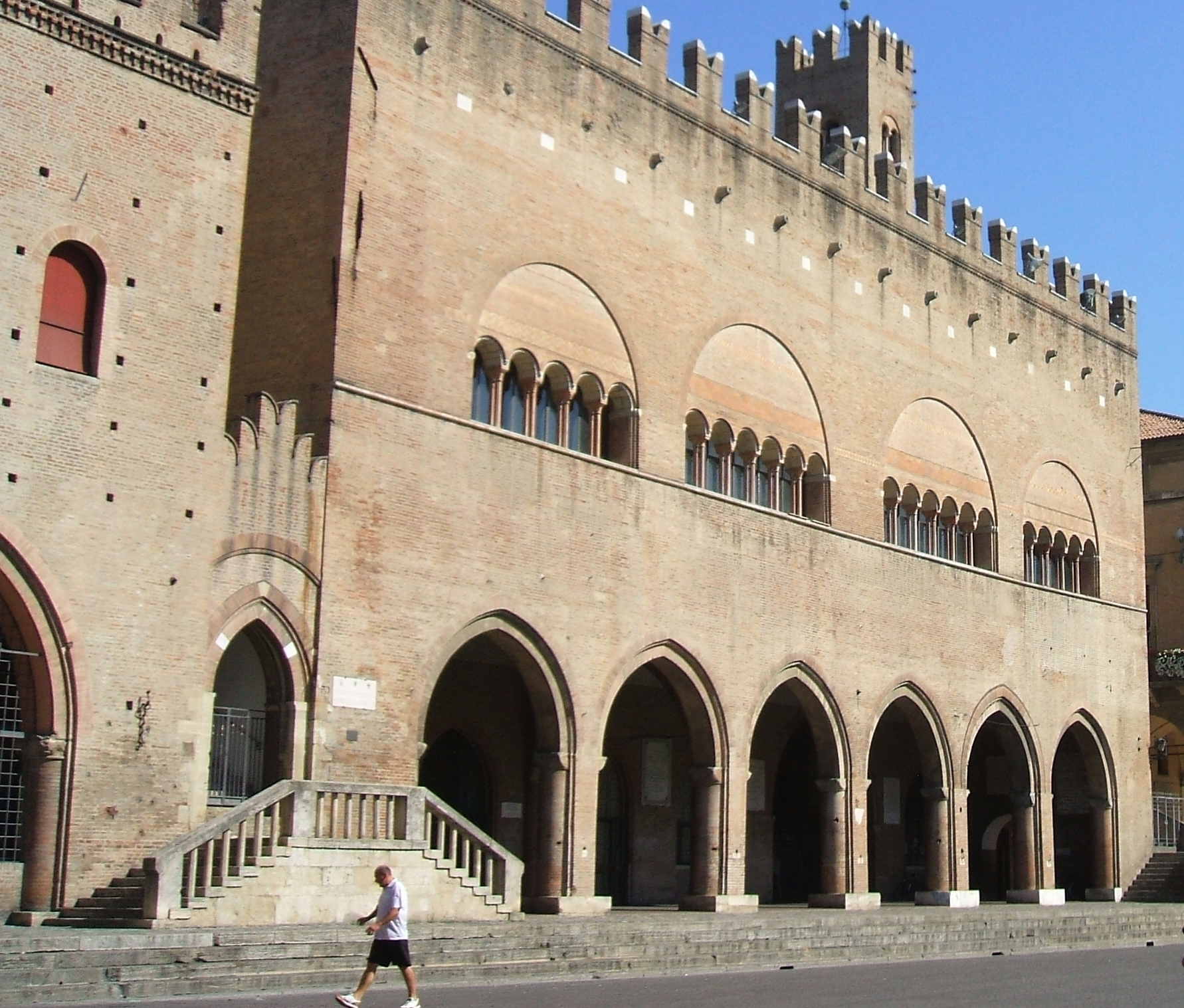
Palazzo dell’Arengo in Rimini

Der Palazzo dell’Arengo (früher auch Palatium comunis) ist ein Palast in romanisch-gotischem Stil aus dem 13. Jahrhundert in Rimini in der italienischen Region Emilia-Romagna. Der Palast liegt an der Piazza Cavour.

## Geschichte und Beschreibung
Der Palast trägt eine Krone aus Zinnen. Dort traf sich im Spätmittelalter die Volksversammlung von Rimini. Die Loggia des Palastes wurde im Auftrag des Podestaten Mario de Carbonesi im Jahre 1204 angebracht, wie ein wiedergefundener Epigraph auf einem der Pfeiler der Loggia angibt. Im Obergeschoss sind Fresken der Schule von Rimini aus dem 13. Jahrhundert erhalten. Der Palast wurde mehrfach restauriert, 1562, 1672 und von 1919 bis 1923. Eine Sage berichtet, dass in es der Loggia auf Straßenniveau – der Ort, an dem Notare arbeiteten und die öffentliche Rechtspflege stattfand – einen großen Felsen gab, der „Lapis magnum“ genannt wurde. Zahlungsunfähige Schuldner sollen dazu verurteilt worden sein, den nackten Hintern dreimal darauf zu schlagen und mit erhobener Stimme zu rufen: „Cedo bonis“ (dt.: Ich gebe den Guten).
Die breite Loggia im Erdgeschoss wird von mächtigen Kolonnaden mit verlängerten Spitzbögen gestützt. Im ersten Obergeschoss gibt es einen großen Saal, der mit Vielfachfenstern ausgestattet ist. Der Palast hat ebenfalls einen Glockenturm, der ursprünglich auch als Gefängnis diente.

## Galeriebilder

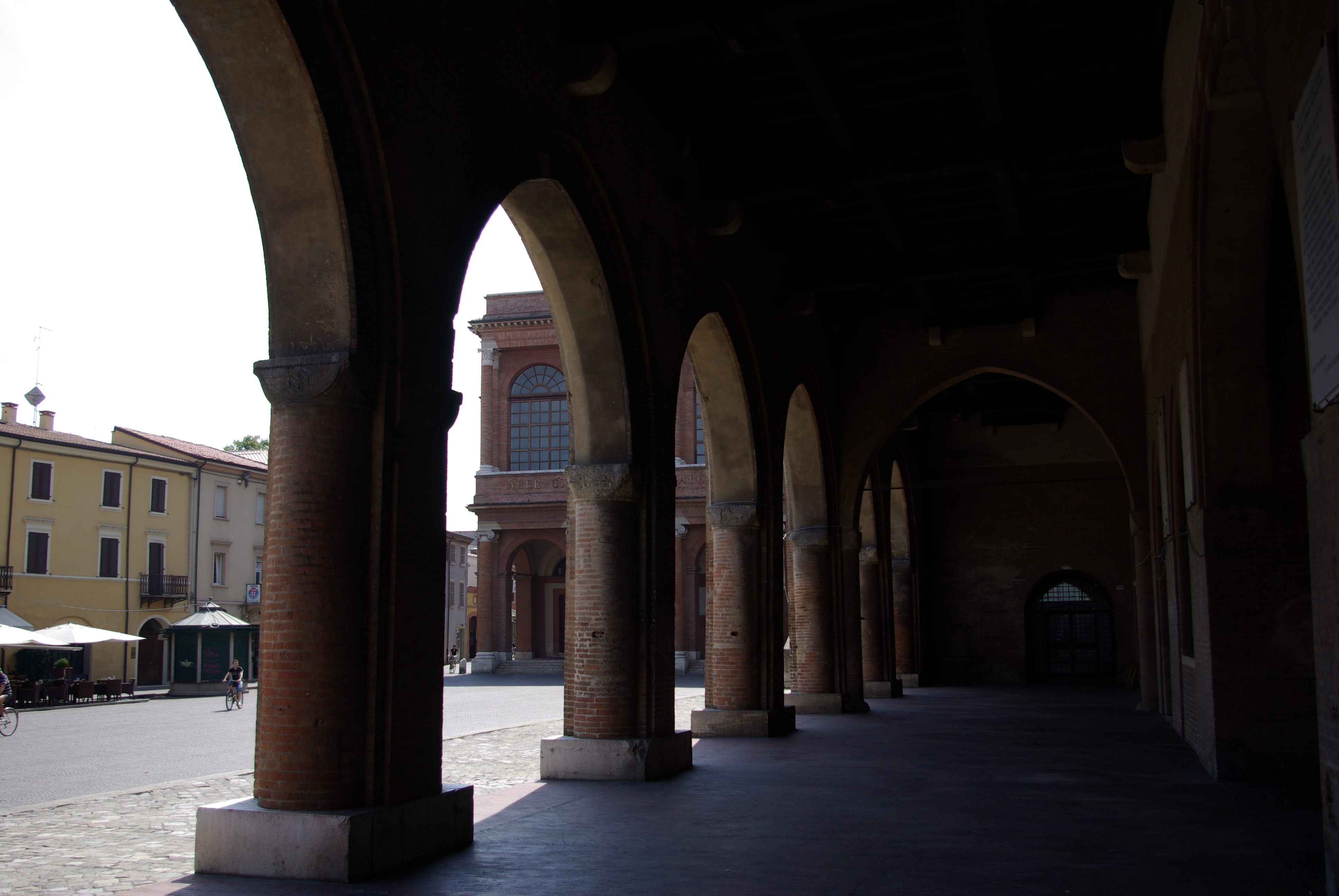
Die Arkaden
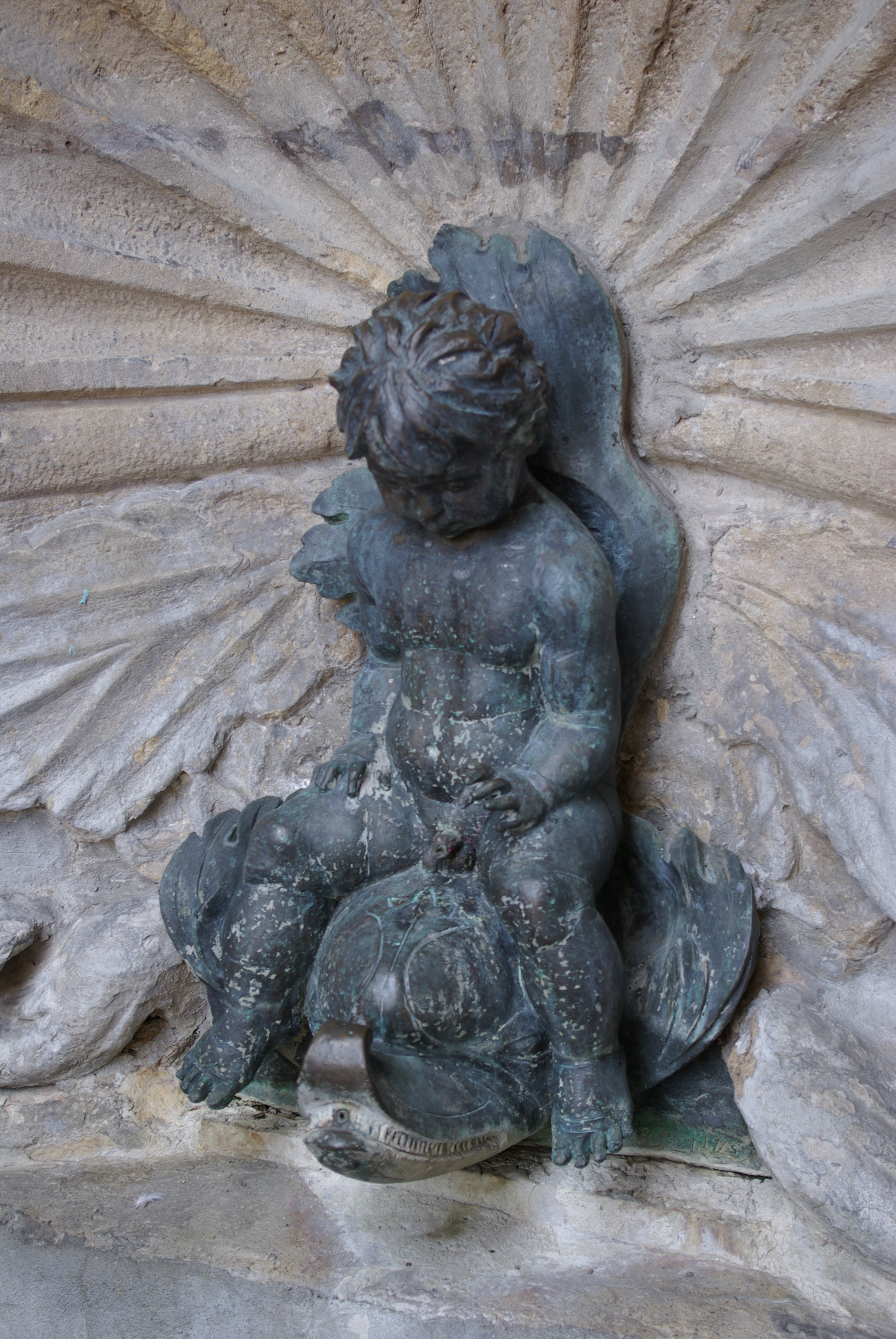
Detail des Cherubs